# Châteauvieux (Hautes-Alpes)
Pour les articles homonymes, voir Châteauvieux.
Châteauvieux est une commune française située dans le département des Hautes-Alpes, en région Provence-Alpes-Côte d'Azur.

## Géographie
Le village de Châteauvieux, situé entre les communes de Gap et de Tallard, dans les Hautes-Alpes, est composé de plusieurs hameaux dispersés sur l'ensemble du territoire de la commune.
Le village historique, au quartier des Rougiers, se trouve sur la route départementale 45, à environ 3 km de Tallard et 9 km de Gap, mais on trouve aussi un rassemblement de maisons au lieu-dit Bel-Air, sur les hauteurs du village, ainsi que, du nord au sud le long de la RD 45, les lieux-dits le Clauseron, l'Embeyrac, le Collet, la Peyrouse, les Rougiers (le village), Pierre-Grosse, la Basse-Rue, les Marins. Vers l'ouest, sur le versant de la route nationale 85 (route Napoléon), se trouvent les quartiers de Lachaup, la Destourbe, des Goudets, du Lauza, de Crespillon et du Rochazal.
Plus au sud, à proximité de Tallard, on découvre les quartiers de Ségrier, Fifre et, au sud-est, dominant Lettret d'un magnifique promontoire, Ville-Vieille.

### Climat
Pour des articles plus généraux, voir Climat de Provence-Alpes-Côte d'Azur et Climat des Hautes-Alpes.
En 2010, le climat de la commune est de type climat méditerranéen altéré, selon une étude du Centre national de la recherche scientifique s'appuyant sur une série de données couvrant la période 1971-2000. En 2020, Météo-France publie une typologie des climats de la France métropolitaine dans laquelle la commune est exposée à un climat de montagne ou de marges de montagne et est dans la région climatique Alpes du sud, caractérisée par une pluviométrie annuelle de 850 à 1 000 mm, minimale en été.
Pour la période 1971-2000, la température annuelle moyenne est de 9,8 °C, avec une amplitude thermique annuelle de 17,7 °C. Le cumul annuel moyen de précipitations est de 944 mm, avec 7,5 jours de précipitations en janvier et 5,6 jours en juillet. Pour la période 1991-2020, la température moyenne annuelle observée sur la station météorologique de Météo-France la plus proche, « Tallard », sur la commune de Tallard à 2 km à vol d'oiseau, est de 11,3 °C et le cumul annuel moyen de précipitations est de 766,0 mm. 
La température maximale relevée sur cette station est de 40 °C, atteinte le 28 juin 2019 ; la température minimale est de −20,5 °C, atteinte le 13 janvier 1987,,.
Les paramètres climatiques de la commune ont été estimés pour le milieu du siècle (2041-2070) selon différents scénarios d'émission de gaz à effet de serre à partir des nouvelles projections climatiques de référence DRIAS-2020. Ils sont consultables sur un site dédié publié par Météo-France en novembre 2022.

## Urbanisme

### Typologie
Au 1er janvier 2024, Châteauvieux est catégorisée commune rurale à habitat dispersé, selon la nouvelle grille communale de densité à 7 niveaux définie par l'Insee en 2022.
Elle est située hors unité urbaine. Par ailleurs la commune fait partie de l'aire d'attraction de Gap, dont elle est une commune de la couronne,. Cette aire, qui regroupe 73 communes, est catégorisée dans les aires de 50 000 à moins de 200 000 habitants,.

### Occupation des sols
L'occupation des sols de la commune, telle qu'elle ressort de la base de données européenne d’occupation biophysique des sols Corine Land Cover (CLC), est marquée par l'importance des forêts et milieux semi-naturels (54,8 % en 2018), une proportion sensiblement équivalente à celle de 1990 (54 %). La répartition détaillée en 2018 est la suivante : 
forêts (32,1 %), terres arables (31,2 %), milieux à végétation arbustive et/ou herbacée (14 %), zones agricoles hétérogènes (12,1 %), espaces ouverts, sans ou avec peu de végétation (8,6 %), zones industrielles ou commerciales et réseaux de communication (1,8 %), zones urbanisées (0,1 %).
L'évolution de l’occupation des sols de la commune et de ses infrastructures peut être observée sur les différentes représentations cartographiques du territoire : la carte de Cassini (XVIIIe siècle), la carte d'état-major (1820-1866) et les cartes ou photos aériennes de l'IGN pour la période actuelle (1950 à aujourd'hui).

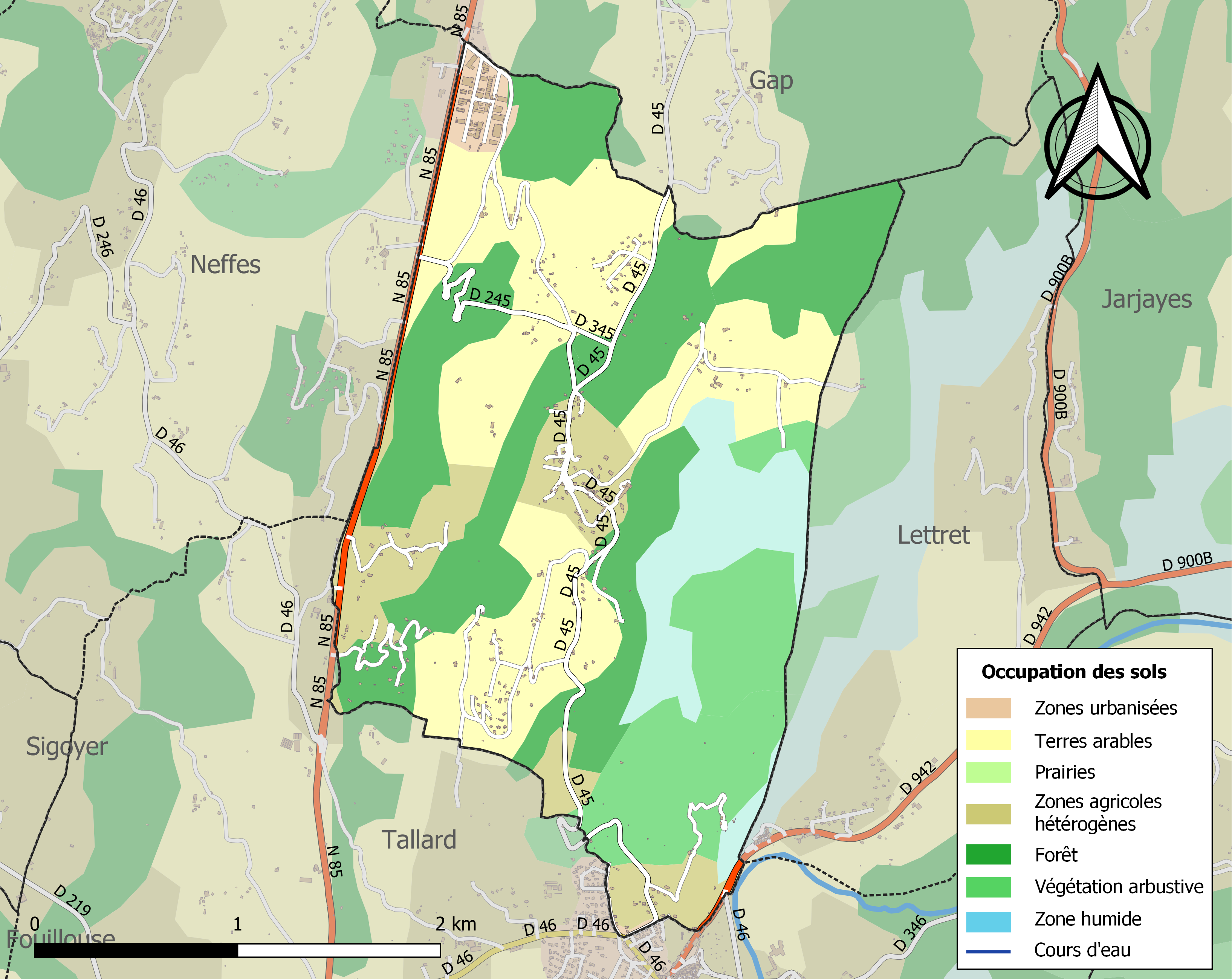
Carte de l'occupation des sols de la commune en 2018 (CLC).

## Toponymie
La plus ancienne mention de Châteauvieux est attesté sous les formes Castrum Veius Tallardi en 402 (lieu localisé aujourd'hui comme étant le lieu dit Villeveille, encore marqué par les fondations d'une tour gallo-romaine sur lesquelles s'élève une maison); Castrum vetus Talardi en 1271 et Castrum vetus de Talardo en 1291.
Chastevielh en occitan haut-alpin.

## Histoire
Appelé au Moyen Âge Tallard le vieux puis Châteauvieux-sur-Tallard, le village comprenait alors la commune de Lettret, en amont de Tallard sur les bords de la Durance, désormais commune indépendante. Le village de Châteauvieux conserve cependant un accès à la Durance sur son territoire.
Ville consulaire, elle dépend de l'évêché depuis 1238 ou l'évêque Robert obtient à Brescia la confirmation du diplôme impérial de 1184, comprenant l'exercice des regalia sur ses possessions temporelles, notamment à Châteauvieux.
L'évêque et comte de Gap était seigneur unique de Châteauvieux, fief suzerain qu'il tenait du Roi-dauphin,.
En 1452, les syndics de Châteauvieux reconnaissent pour seigneur Gaucher de Forcalquier, évêque de Gap (1442-1484).
En 1562, l'église de Sainte-Foy est incendiée par les Huguenots.
En 1563, pour répondre aux exigences de frais de guerre de Charles IX et de sa mère Catherine de Médicis, Gabriel de Clermont (fils de Bernardin de Clermont), alors comte et évêque de Gap, doit vendre ses droits seigneuriaux qu'il tenait directement de la Couronne,, notamment sur Châteauvieux (basse, moyenne et haute justice avec droit de fief, d'arrière-fief, de pulvérage et de fournage), à un  gapençais, de religion réformée, Pierre Olphi dit Galhard, fils d'Antoine, écuyer de Gap,, qui est qualifié de dominus Castri Veteris prope Tallardum.
Le logis seigneurial appelé maison forte de La Tour, se situe en flanc de montagne à Villevielle. Il est constitué d'un corps de logis avec porte en accolade et fenêtres à meneaux, flanqué d'une tour ronde. Le château, majoritairement détruit par les troupes du duc de Savoie en 1692, existe encore et a été transformé en ferme.
En 1574, les Huguenots occupent la ville. En 1576, ils incendient le château des Poligny (arrière fief). Dans son Histoire de Châteauvieux, Richard Duchamblo parle d'escarmouches incessantes entre Châteauvieux et Tallard, tenu par les catholiques,.
La seigneurie passa à la famille d'Armand, à la suite du mariage de Françoise Olphi dit Galhard avec Daniel d'Armand, seigneur de Saléon, bailli de robe courte en l'armée de Savoie, en 1596,.
Le 3 mars 1596, le parlement de Grenoble déboute l'évêque et comte de Gap, Pierre Paparin, qui voulut ravoir la terre et seigneurie de Châteauvieux, et ordonne que :

« la juridiction haute, moyenne et basse de Châteauvieux et ce qui en dépend, avec les droits de fief et arrière fief, appartiendroient à demoiselle Françoise Gaillard, femme à noble Daniel Armand, baillit de robe courte et aux siens, sauf et réservé que ladite juridiction, haute, moyenne et basse, relèveront de l'évêché et comté dudit Gap, et qu'elle en passeroit les hommages nobles et reconnoissances de toute la seigneurie, en tel cas requises. »

En 1652, la seigneurie passe dans les mains de Aimé de Colombet, puis par le jeu des alliances, Elie Rochon de La Peyrouse de La Motte en prend la possession en 1681. La seigneurie passe à son fils Gabriel Théodore de Rochon de Lapeyrouse en 1699. Sans alliance, il transmet la terre en 1738 à son neveu Joseph Vallier Rochon de Lapeyrouse, avocat au parlement, trésorier de France au bureau des finances de Grenoble.
En 1692, les mercenaires du duc de Savoie ravagent les Alpes. Toutes les maisons de Châteauvieux y compris l'église Sainte-Foy et le presbytère sont pillés et incendiés.

## Politique et administration

### Liste des maires
| Période                                  | Période  | Identité               | Étiquette     | Qualité |
| ---------------------------------------- | -------- | ---------------------- | ------------- | --- |
| Les données manquantes sont à compléter. |          |                        |               | |
| 1956                                     | 1977     | Marcel Lesbros         | CNIP puis UDF | Médecin Conseiller général du canton de Tallard (1961-1998) |
| 1977                                     | 2005     | Roger Boyer            | ? puis UMP    | Agriculteur |
| 2005                                     | 2008     | Michel Garcin          | SE            | Chef d'entreprise |
| 2008                                     | En cours | Jean-Baptiste Aillaud, | DVD           | Professeur d'anglais. Vice-président de l'agglomération GAP-TALLARD-DURANCE depuis janvier 2017. Conseiller Départemental du canton de TALLARD depuis le 1er juillet 2021. |

### Intercommunalité
Châteauvieux a fait partie, de 1992 à 2016, de la communauté de communes de Tallard-Barcillonnette. Depuis le 1er janvier 2017, elle est membre de la communauté d'agglomération Gap-Tallard-Durance.

## Population et société

### Démographie
L'évolution du nombre d'habitants est connue à travers les recensements de la population effectués dans la commune depuis 1793. Pour les communes de moins de 10 000 habitants, une enquête de recensement portant sur toute la population est réalisée tous les cinq ans, les populations de référence des années intermédiaires étant quant à elles estimées par interpolation ou extrapolation. Pour la commune, le premier recensement exhaustif entrant dans le cadre du nouveau dispositif a été réalisé en 2007.

En 2022, la commune comptait 536 habitants, en évolution de +9,84 % par rapport à 2016 (Hautes-Alpes : +0,4 %, France hors Mayotte : +2,11 %).
| 1793 | 1800 | 1806 | 1821 | 1831 | 1836 | 1841 | 1846 | 1851 |
| ---- | ---- | ---- | ---- | ---- | ---- | ---- | ---- | ---- |
| 158  | 253  | 263  | 239  | 267  | 260  | 261  | 238  | 249  |

| 1856 | 1861 | 1866 | 1872 | 1876 | 1881 | 1886 | 1891 | 1896 |
| ---- | ---- | ---- | ---- | ---- | ---- | ---- | ---- | ---- |
| 240  | 243  | 230  | 223  | 231  | 202  | 201  | 178  | 179  |

| 1901 | 1906 | 1911 | 1921 | 1926 | 1931 | 1936 | 1946 | 1954 |
| ---- | ---- | ---- | ---- | ---- | ---- | ---- | ---- | ---- |
| 177  | 165  | 173  | 141  | 127  | 140  | 150  | 132  | 139  |

| 1962 | 1968 | 1975 | 1982 | 1990 | 1999 | 2006 | 2007 | 2012 |
| ---- | ---- | ---- | ---- | ---- | ---- | ---- | ---- | ---- |
| 157  | 142  | 141  | 240  | 332  | 408  | 434  | 438  | 464  |

| 2017 | 2022 | - | - | - | - | - | - | - |
| ---- | ---- | - | - | - | - | - | - | - |
| 490  | 536  | - | - | - | - | - | - | - |

### Sports
Le Trail des Balcons de Châteauvieux, épreuve sportive sur une vingtaine de kilomètres, organisée la troisième semaine d'août.
Depuis le printemps 2018, la commune dispose de deux parcours de santé et parcours VTT, au Bois du Prince, situé en dessous de la mairie et de la salle des fêtes, dans le quartier des Rougiers.

## Économie
La commune de Châteauvieux possède une zone d'activités de quatre hectares le long de la RN 85 (route Napoléon), à la plaine de Lachaup, à cinq minutes de Gap, au nord, et à cinq minutes également de l'aérodrome de Tallard, au sud, et de l'autoroute A51. Environ quarante entreprises, en majorité dans le domaine de l'artisanat, y sont installées.

## Culture locale et patrimoine

### Lieux et monuments

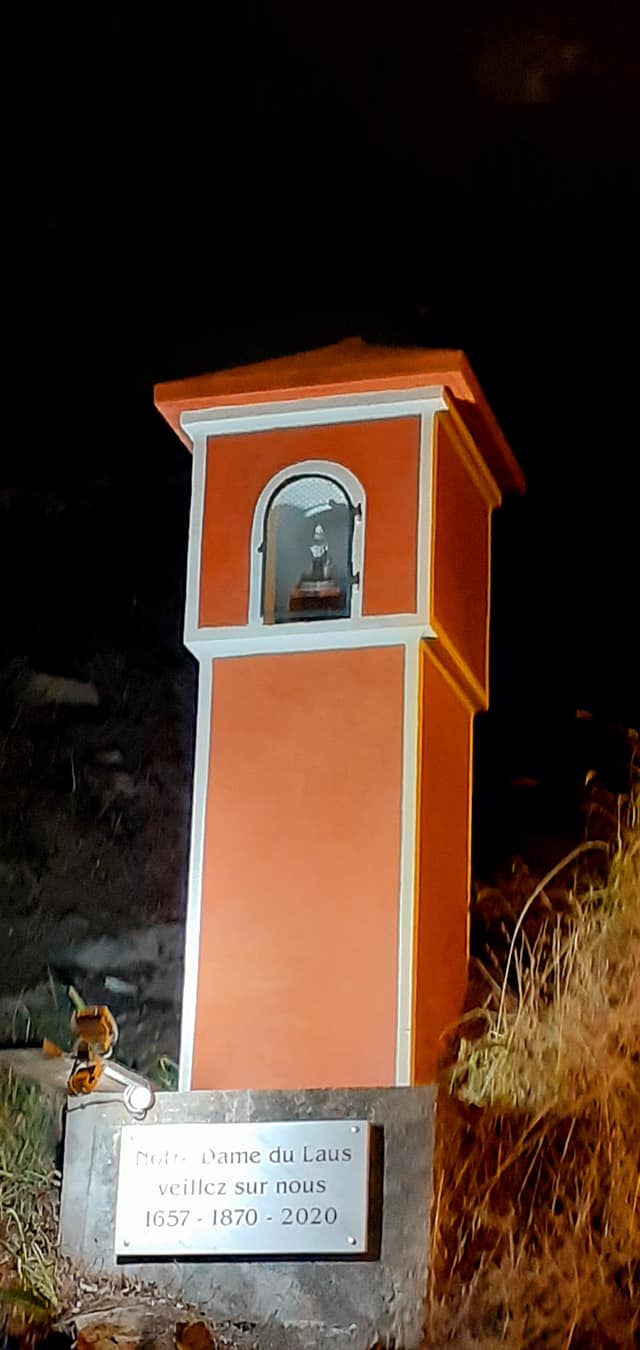
L'oratoire de Notre-Dame-du-Laus, situé au-dessus de la RD942, entre Tallard et Lettret mais sur la commune de Châteauvieux, remémorant le miracle de la barque.

L'église Sainte-Foy, située au cœur du village (Les Rougiers), est le monument le plus représentatif de la commune. L'année 2009 a marqué le 300e anniversaire de la reconstruction de cette église.
Le village est aussi doté de neuf oratoires, aux quatre coins de son territoire. Chacun a une histoire bien particulière. Notons celui qui se trouve en bordure de l'ancienne via Domitia (passage des armées romaines partant pour l'Espagne), aux Goudets, en forme de menhir, érigé en l'honneur de sainte Foy, sainte patronne de Châteauvieux. Celui qui domine la Durance est dédié à Notre-Dame du Laus, entre Tallard et Lettret. Il a été dressé en mémoire de survivants dont le radeau avait fait naufrage lors d'un pèlerinage en 1657. Parmi ces survivants, Benoîte Rencurel, jeune bergère du Laus, qui verra apparaître à plusieurs reprises la Sainte Vierge.
Reste de la tour de la maison forte de la Tour.

### Personnalités liées à la commune
- Abbé Joseph Richard dit « Richard Duchamblo » sous son nom de résistant (1906-2003). Curé de la paroisse, poète, historien, et résistant. Inscrit en 1974 sur la liste des Justes de France sous le dossier no 870. Derrière l'église Sainte-Foy, la place sur laquelle se trouve le monument aux morts est appelée « place Duchamblo ».
- Marcel Lesbros, maire de la commune de 1956 à 1977, avant d'être élu Premier magistrat de La Saulce, puis président du conseil général et sénateur des Hautes-Alpes. Depuis le 16 mai 2009, la place du village, où se situe l'ancienne mairie, est nommée « place Marcel-Lesbros », en hommage aux très nombreuses réalisations de cet ancien maire, notamment le lancement de la zone d'activités de Lachaup et la desserte en eau potable de nombreux quartiers de la commune.
- Alain Bernard, champion olympique 2008 du 100 m nage libre à Pékin, vice-champion olympique 2008 du relais 4 × 100 m et troisième du 50 m nage libre, vice-champion du monde 2009 du 100 m nage libre à Rome, vient très régulièrement séjourner à Châteauvieux dans sa maison familiale. Alain Bernard est aussi officiellement champion olympique du relais 4 × 100 m nage libre aux Jeux Olympiques de Londres en 2012. Il a participé à l'inauguration du terrain de sports communal, dénommé « Espace sports et loisirs Alain-Bernard », le 9 septembre 2012.

### Héraldique
| Blason de Châteauvieux | Blason  | D'azur à la tour donjonnée d'argent, ouverte et ajourée de sable, sommée d'un pennon de gueules chargé d'une croix d'or. |
| Blason de Châteauvieux | Détails | Le statut officiel du blason reste à déterminer.                                                                         |